# クネーデル

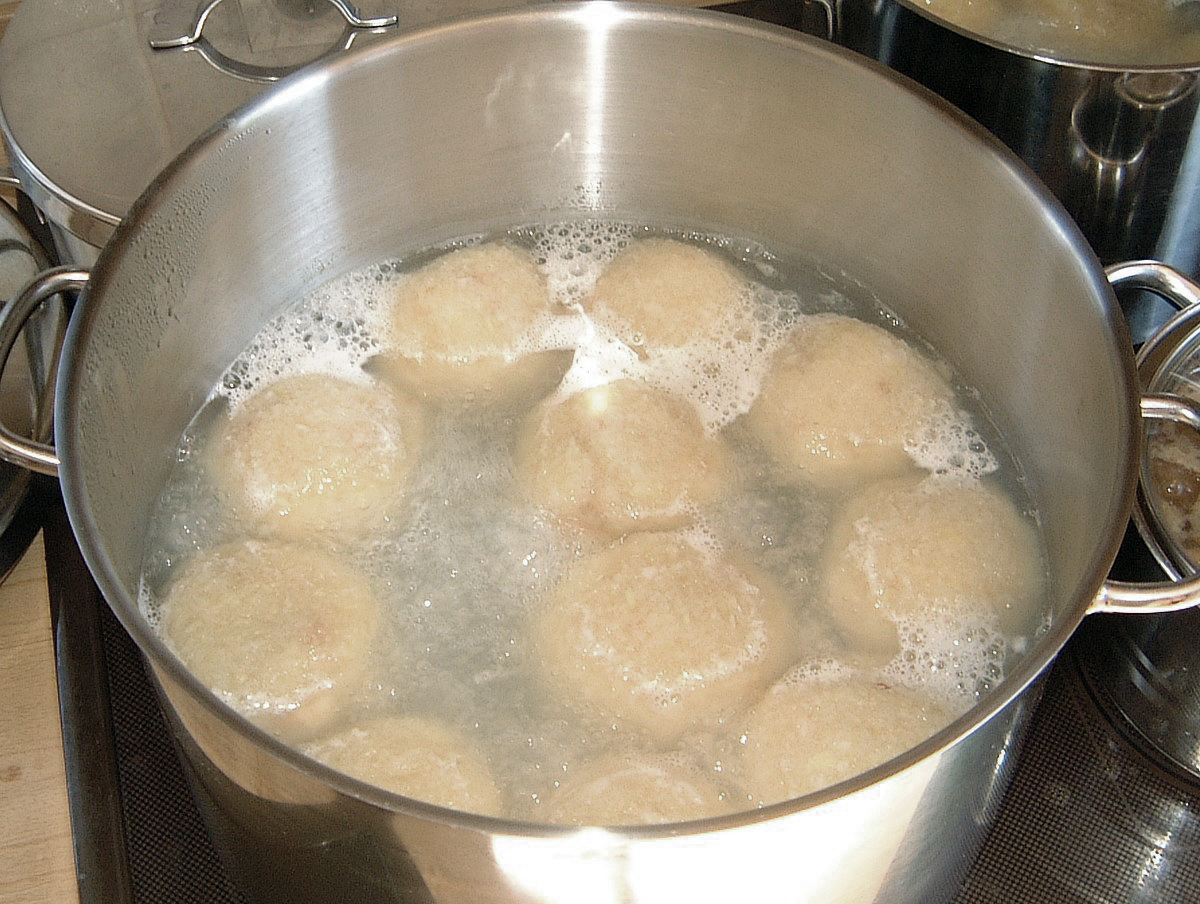
調理中のバイエルン式クネーデル。生地の主材料はジャガイモである。

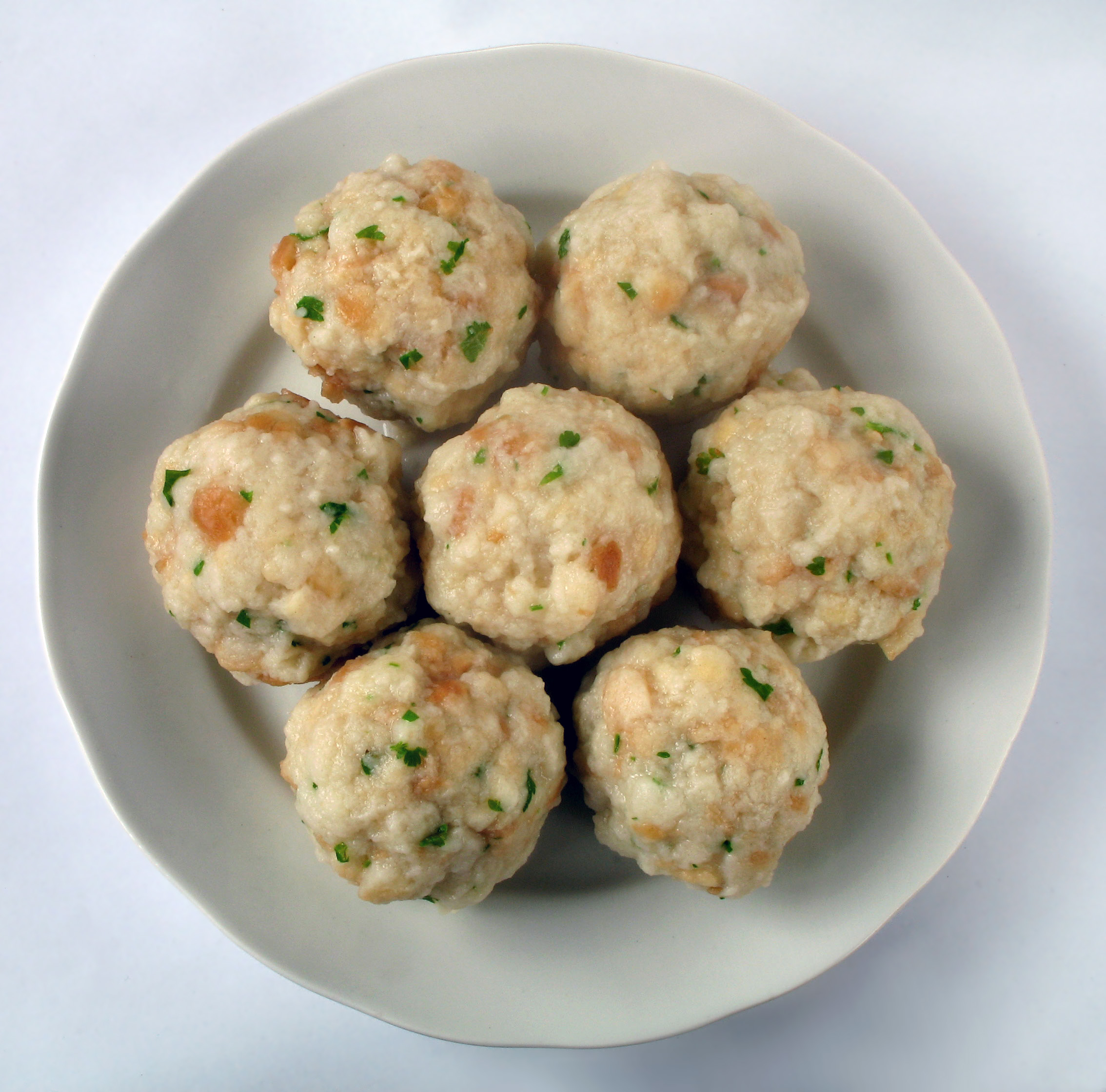
固くなったパンから作られるクネーデルの一種、ゼンメルクネーデル。

クネーデル（独: Knödel、イディッシュ語: kneydl、英: knaidel）は、ドイツ料理やオーストリア料理の一種で、日本の団子に類似するダンプリングの一種。地方によってはクロース（Kloß）やクレース（Klöß）とも呼ばれる。「クネーデル」の読みはドイツ南部やオーストリア方言、またはイディッシュ語からくる。
ドイツではテューリンゲン州、ザクセン州、バイエルン州のクネーデルがとくに有名で、さらにフォークトラント（ザクセン州）やフランケン（バイエルン州）といった地域ごとにもバリエーションが見られる。
茹でたジャガイモや固くなったパンを潰し、これを生地にして丸めたものを指すことが多く、主に肉料理の付け合せに使われる。中に揚げたクルトンを包んだり、生地にハーブ類を混ぜることがある。テューリンゲン地方のクレースは生のジャガイモをすりおろして用いることが特徴で、生地の3分の2以上を占めている。
生地の中に果物のピューレを包んだクネーデルもあり、その場合はバニラソースや砂糖をかけてスイーツとして供される。肉や魚の身をすりつぶして団子状にし、茹でたり煮込んだりした料理もクネーデルと呼ばれ、その一例がレバークネーデル・ズッペである。

## ドイツ語圏外のクネーデル
チェコでは、ドイツのクネーデルに類似のクネドリーク (knedlík) という食べ物が有名である。スライスして肉類の付けあわせとして供されることがある。
フランスローヌ―アルプ地方では魚肉風味のクネル (quenelle) という食べ物が有名である。
イタリア北部の南チロル（オーストリアの文化の影響がある）ではカネーデルリ (Canederli) という名前になっており、パンを使ったニョッキという位置づけになっている。
ポーランドではピズィ(pyzy) あるいはクルスキ (kluski) が、一般に広く食べられている。ジャガイモをすり潰したものをベースに片栗粉を加え、時にはニョッキのようにフレッシュチーズなどを加えて練り、小さくまとめて、茹でたり蒸したりして作る。もっちりとした食感がある。これを肉料理や魚料理の付けあわせにしたり、すいとんのようにスープの具にしたりする。また、大きめに作り、中に挽肉と香味野菜を練った餡を入れて茹で、フライドベーコン、ビーフクリームソース、グレービーソース、きのこのソースなどをかけ、メインディッシュとして食べることもある。さらに、大きめに作り、中にプラムやリンゴなどの果物を入れて、茹でたり蒸したりし、溶かしバター・砂糖・シナモンをかけて食べることもある。クルスキは特に、中に具の入っていないものを指す。